# Haïtipauraque
De haïtipauraque (Siphonorhis brewsteri) is een vogel uit de familie Caprimulgidae (nachtzwaluwen).

## Verspreiding en leefgebied
Deze soort is endemisch op Hispaniola en telt twee ondersoorten:
- S. b. brewsteri: Hispaniola.
- S. b. gonavensis: Gonâve.